# 쇠비늘꼬리청서속
쇠비늘꼬리청서속(Idiurus)은 비늘꼬리청서과에 속하는 설치류 속이다. 현존하는 2속 3종으로 이루어져 있다. "쇠비늘꼬리날다람쥐"로도 불리지만, 쥐도 아니고 다람쥐도 아니며, 날지도 못한다.

## 하위 종
- 쇠비늘꼬리청서 또는 쇠비늘꼬리날다람쥐, 긴귀날다람쥐 (Idiurus macrotis)
- 난쟁이비늘꼬리청서 또는 난쟁이비늘꼬리날다람쥐 (Idiurus zenkeri)